# USS Parker (DD-604)
USS Parker (DD-604) là một tàu khu trục thuộc lớp Benson của Hải quân Hoa Kỳ đã phục vụ trong suốt Chiến tranh Thế giới thứ hai. Nó là chiếc tàu chiến thứ hai của Hải quân Hoa Kỳ được đặt tên theo Thiếu tướng Hải quân Foxhall A. Parker, Jr. (1821-1879), người từng tham gia cuộc Nội chiến Hoa Kỳ.

## Thiết kế và chế tạo
Parker được đặt lườn tại chi nhánh xưởng tàu của hãng Bethlehem Steel Corporation ở đảo Staten, New York vào ngày 9 tháng 6 năm 1941. Nó được hạ thủy vào ngày 12 tháng 5 năm 1942; được đỡ đầu bởi bà Edward Lloyd Winder, và được cho nhập biên chế vào ngày 31 tháng 8 năm 1942 dưới quyền chỉ huy của Hạm trưởng, Trung tá Hải quân John W. Bays.

## Lịch sử hoạt động

### 1942-1943
Sau khi chạy thử máy dọc theo vùng bờ Đông và tại vùng biển Cuba, Parker phục vụ trong vai trò hộ tống các đoàn tàu vận tải đi sang Bắc Phi trong khuôn khổ Chiến dịch Torch, tham gia cuộc tấn công lên Mehedia và Port Lyautey vào ngày 7 tháng 11 năm 1942. Sau khi quay trở lại vùng bờ biển Đại Tây Dương, nó còn phục vụ hộ tống cho năm đoàn tàu khác đi sang Bắc Phi. Trong lần thứ tư, nó hỗ trợ cho cuộc đổ bộ của Đồng Minh lên Sicily trong khuôn khổ Chiến dịch Husky từ ngày 5 đến ngày 13 tháng 7 năm 1943. Các hoạt động hộ tống vận tải đến Anh Quốc và Địa Trung Hải được tiếp nối sau đó. Vào ngày 6 tháng 11, khi đoàn tàu của nó bị 30 máy bay đối phương tấn công, nó đã chống trả và bắn rơi một máy bay đối phương.

### 1944
Parker tiến hành huấn luyện gần Casco Bay, Maine từ ngày 7 tháng 2 đến ngày 2 tháng 4 năm 1944; và đã tuần tra chống tàu ngầm cùng Đơn vị Đặc nhiệm 27.6.1 từ ngày 3 đến ngày 11 tháng 4. Vào ngày 21 tháng 4, nó rời New York để đi sang Địa Trung Hải, đi đến Mers-el-Kebir, Algérie vào ngày 2 tháng 5. Từ ngày 12 đến ngày 15 tháng 5, nó lên đường đi sang Naples tại Ý. Nó hoạt động tại khu vực giữa bãi đổ bộ Anzio và Naples từ ngày 17 tháng 5 đến ngày 4 tháng 6, bắn phá bờ biển tại khu vực Ardea trong các ngày 31 tháng 5 và 1 tháng 6. Từ ngày 13 tháng 6 đến ngày 9 tháng 8, nó hoạt động tại khu vực từ Leghorn đến Palermo thuộc Sicily, bắn phá các vị trí trên bờ và hộ tống vận tải.
Từ ngày 13 đến ngày 17 tháng 8, Parker tham gia Chiến dịch Dragoon, cuộc đổ bộ của Đồng Minh lên miền Nam nước Pháp, nơi nó tham gia bắn phá bờ biển và tuần tra phòng không. Sau đó nó hộ tống một đoàn tàu đi từ mũi Camarat, Pháp đến Naples, đến nơi vào ngày 21 tháng 8. Nó cùng với Hải đội Khu trục 16 khởi hành từ Naples vào ngày 31 tháng 8, quay trở về nhà ngang qua Mers-el-Kebir, Algeria và về đến New York vào ngày 14 tháng 9. Sau khi được sửa chữa tại Charlestown, Massachusetts và huấn luyện tại Casco Bay, Maine, nó đi đến Norfolk, Virginia vào ngày 11 tháng 11. Nó lên đường hai ngày sau đó đi sang khu vực Địa Trung Hải; và sau khi đến Naples vào ngày 26 tháng 11, nó lại lên đường vào ngày 1 tháng 12 hộ tống một đoàn tàu vận tải quay trở lại New York.

### 1945
Vào ngày 6 tháng 1 năm 1945, Parker rời Norfolk cùng với Đội đặc nhiệm 62.1, hộ tống một đoàn tàu đi sang Oran, Algeria, đến nơi vào ngày 17 tháng 1. Trong những tuần lễ tiếp theo, nó hoạt động tại Địa Trung Hải và tuần tra ngoài khơi Gibraltar. Đến tháng 3, nó hỗ trợ lực lượng Đồng Minh trên các mặt trận Pháp-Ý và phía Tây nước Ý, hoạt động ngoài khơi Cannes và Toulon, Pháp, bắn phá các vị trí đối phương vào các ngày 4, 6, 11, 12 và 20 tháng 3. Nó tiếp tục các hoạt động tại khu vực Địa Trung Hải cho đến khi lên đường quay trở về nhà, về đến New York vào ngày 23 tháng 5.
Sau khi được huấn luyện tại vịnh Guantánamo, Cuba, Parker tiếp tục đi sang vùng bờ Tây, và khởi hành từ San Diego, California vào ngày 29 tháng 7 để đi sang quần đảo Hawaii, đi đến Trân Châu Cảng vào ngày 4 tháng 8. Đến ngày 17 tháng 8, nó lên đường đi Okinawa, đến nơi vào ngày 4 tháng 9, rồi lại lên đường vào ngày 8 tháng 9 hộ tống một đoàn tàu vận tải đi Triều Tiên, đi đến Jinsen vào ngày 15 tháng 9 và quay trở lại Okinawa vào ngày 17 tháng 9.
Sau khi quay trở về nhà, Parker được cho xuất biên chế vào ngày 31 tháng 1 năm 1947 và được đưa về lực lượng dự bị neo đậu tại Charleston, South Carolina. Tên nó được cho rút khỏi danh sách Đăng bạ Hải quân vào ngày 1 tháng 7 năm 1971; và nó bị bán để tháo dỡ vào năm 1973.

## Phần thưởng
Parker được tặng thưởng bốn Ngôi sao Chiến trận do thành tích phục vụ trong Thế Chiến II.